# Korczew (Mazovie)
Pour les articles homonymes, voir Korczew.
Korczew (prononciation : [ˈkɔrt͡ʂɛf]) est un village polonais de la gmina de Korczew dans le powiat de Siedlce de la voïvodie de Mazovie dans le centre-est de la Pologne.
Le village est le siège administratif (chef-lieu) de la gmina appelée gmina de Korczew.
Il se situe à environ 32 kilomètres au nord-est de Siedlce (siège du powiat) et à 111 kilomètres à l'est de Varsovie (capitale de la Pologne).
Le village compte approximativement une population de 760 habitants.

## Histoire
De 1975 à 1998, le village appartenait administrativement à la voïvodie de Siedlce.

Depuis 1999, il appartient administrativement à la voïvodie de Mazovie